# 68-я бригада кораблей охраны водного района
68-я бригада кораблей охраны водного района, 68-я бригада охраны водного района, 68-я бригада кораблей ОВР, 68 БрКОВР — тактическое соединение Черноморского флота ВМФ СССР и Черноморского флота России, в/ч 26977. В настоящее время базируется в Севастополе.

## Служба

### ВМФ СССР
Соединение ведёт историю от Охраны водного района Главной базы флота. С 1975 года соединение носит звание Краснознаменного.
25 августа 1976 года на базе 20-й дивизии кораблей охраны водного района ЧФ была сформирована 68-я бригада кораблей ОВР Крымской ВМБ в составе:
- 400-й дивизион противолодочных кораблей (МПК-5, МПК-8, МПК-43, МПК-52, МПК-147 (проект 1124), МПК-62, МПК-74 (проект 204), ЭОС «Рица» и МСТ «Свияга»)
- 120-й дивизион тральщиков (МТЩ «Радист», МТЩ «Сигнальщик», БТ-176, БТ-239, БТ-295, РТ-297, РТ-349, РТ-435, РТ-573).

Базировалась бригада на Крымскую военно-морскую базу в Донузлаве.
В марте 1990 года в состав 68-й бригады кораблей ОВР был передан 418-й дивизион морских тральщиков.

### ВМФ России

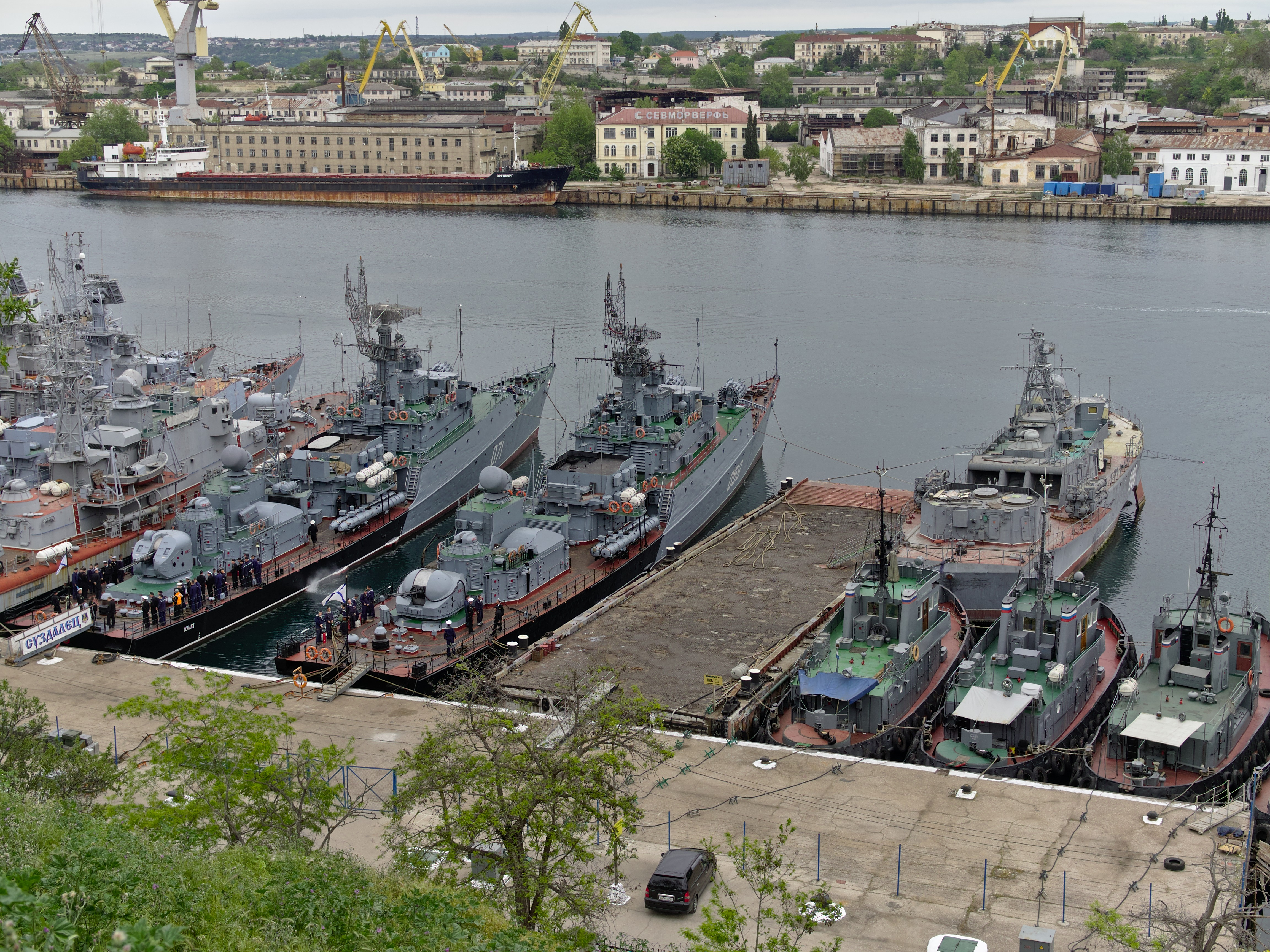
Корабли бригады у причала Южной бухты

Соединение кораблей ОВР неоднократно награждалось грамотами Министерства обороны, Главкомата ВМФ и командующего Черноморским флотом. В 1992 году соединение кораблей было награждено вымпелом Министерства обороны «За мужество и воинскую доблесть».
Соединение кораблей ОВР базируется на Южную бухту Севастополя, в/ч 26977. Основной задачей бригады является оборона районов базирования корабельных сил Черноморского флота, защита судоходства в районе ответственности, содействие миротворческим силам РФ.
Шефские связи с 68-й Краснознамённой бригадой кораблей охраны водного района Черноморского флота с сентября 1997 года поддерживает Владимирская область. В 2002 году соединению был вручен штандарт губернатора региона.
Шефские связи между Таганрогским металлургическим заводом и бригадой кораблей ОВР установлены с момента увековечения подвига Героя Советского Союза И. Голубца, служившего старшим матросом на сторожевом катере в годы ВОВ. По инициативе коллективов ТАГМЕТа и бригады ОВРа в 2005 году морской тральщик «Радист» был переименован в «Иван Голубец». С 2005 по 2014 год более 110 молодых металлургов прошли службу в подшефном соединении.
Новейший корабль противоминной обороны «Владимир Емельянов» под командованием капитан-лейтенанта Дениса Гайнутдинова 6 сентября 2021 завершил межфлотский переход в пункт постоянного базирования Севастополь с Балтийского флота.
В результате атаки украинских морских беспилотников на Севастополь 29 октября 2022 по данным Минобороны России повреждение получил морской тральщик 68-я бригады кораблей ОВР «Иван Голубец».

## Состав

### Состав бригады на 2014 год[3]
- 400-й дивизион противолодочных кораблей: 149-я тактическая группа
  - Малый противолодочный корабль проекта 1124М «Альбатрос/-М» «Александровец»
  - Малый противолодочный корабль проекта 1124М «Альбатрос/-М» «Муромец»
  - Малый противолодочный корабль проекта 1124М «Альбатрос/-М» «Суздалец»
  - Малый противолодочный корабль проекта 11451 «Владимирец» (Выведен из состава флота в 2014 году, находился в отстое в Севастополе. Отправлен на утилизацию в 2021.)
- 418-й дивизион тральщиков: 150-я тактическая группа
  - Тральщик проекта 266М «Аквамарин-М» «Ковровец»
  - Тральщик проекта 266М «Аквамарин-М» «Иван Голубец»
  - Тральщик проекта 266М «Аквамарин-М» «Турбинист»
  - Тральщик проекта 266М «Аквамарин-М» «Вице-адмирал Жуков»
- 102-й отряд специального назначения борьбы с ПДСС;
- береговая база
- пункт рейдовой службы

### Состав бригады на 2022 год
- 400-й дивизион противолодочных кораблей:
  - Малый противолодочный корабль проекта 1124М «Альбатрос/-М» «Александровец»
  - Малый противолодочный корабль проекта 1124М «Альбатрос/-М» «Муромец»
  - Малый противолодочный корабль проекта 1124М «Альбатрос/-М» «Суздалец»
- 418-й дивизион тральщиков:
  - Тральщик проекта 266М «Аквамарин-М» «Ковровец»
  - Тральщик проекта 266М «Аквамарин-М» «Иван Голубец»
  - Базовый тральщик проекта 12700 «Александрит» «Иван Антонов»
  - Базовый тральщик проекта 12700 «Александрит» «Владимир Емельянов»
  - Базовый тральщик проекта 12700 «Александрит» «Георгий Курбатов»

## Командиры
- (1989—1992) капитан 1-го ранга Орлов, Евгений Васильевич
- капитан 1-го ранга Валерий Зубков
- ( июня 2021-н.в.) капитан 1-го ранга Коробков, Владимир Александрович [6]

Начальники штаба
- капитан 1-го ранга Сергей Лахин[6]